# Байрон Скотт
Байрон Антон Скотт (англ. Byron Anton Scott, нар. 28 березня 1961, Оґден, Юта, США) — американський професіональний баскетболіст, що грав на позиції атакувального захисника за низку команд НБА. Триразовий чемпіон НБА. Згодом — баскетбольний тренер.

## Ігрова кар'єра

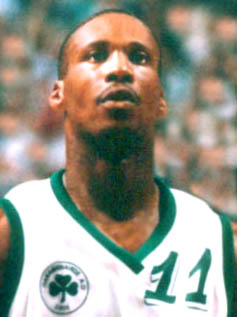
Скотт у складі «Панатінаїкоса», 1998

На університетському рівні грав за команду Арізона-Стейт (1979–1983). 
1983 року був обраний у першому раунді драфту НБА під загальним 4-м номером командою «Сан-Дієго Кліпперс» та одразу був обміняний до «Лос-Анджелес Лейкерс» на Норма Ніксона. Захищав кольори команди з Лос-Анджелеса протягом наступних 10 сезонів. Був частиною стартового складу чемпіонської команди, яка тричі вигравала НБА. Той період називають «Showtime Era» (Ера Шоу), а партнерами по команді Скотта були Меджик Джонсон, Джеймс Верті, Карім Абдул-Джаббар та Ей Сі Грін.
З 1993 по 1995 рік грав у складі «Індіана Пейсерз».
1995 року перейшов до «Ванкувер Гріззліс», у складі якої провів наступний сезон своєї кар'єри.
Наступною командою в кар'єрі гравця знову була «Лос-Анджелес Лейкерс», за яку він відіграв один сезон. Цього разу він відіграв значну роль у команді, будучи наставником для молодих гравців, таких як Шакіл О'Ніл, Кобі Браянт та Едді Джонс.
Останньою ж командою в кар'єрі гравця стала «Панатінаїкос» з Греції, до складу якої він приєднався 1997 року. Відіграв  за грецьку команду один сезон, в якому став чемпіоном Греції.

## Статистика виступів в НБА
| † | Позначає сезон, в якому Байрон Скотт ставав чемпіоном НБА |

### Регулярний сезон
| Сезон             | Команда                | GP   | GS  | MPG  | FG%  | 3P%  | FT%  | RPG | APG | SPG | BPG | PPG  |
| ----------------- | ---------------------- | ---- | --- | ---- | ---- | ---- | ---- | --- | --- | --- | --- | ---- |
| 1983–84           | «Лос-Анджелес Лейкерс» | 74   | 49  | 22.1 | .484 | .235 | .806 | 2.2 | 2.4 | 1.1 | .3  | 10.6 |
| 1984–85†          | «Лос-Анджелес Лейкерс» | 81   | 65  | 28.5 | .539 | .433 | .820 | 2.6 | 3.0 | 1.1 | .2  | 16.0 |
| 1985–86           | «Лос-Анджелес Лейкерс» | 76   | 62  | 28.8 | .513 | .361 | .784 | 2.5 | 2.2 | 1.1 | .2  | 15.4 |
| 1986–87†          | «Лос-Анджелес Лейкерс» | 82   | 82  | 33.3 | .489 | .436 | .892 | 3.5 | 3.4 | 1.5 | .2  | 17.0 |
| 1987–88†          | «Лос-Анджелес Лейкерс» | 81   | 81  | 37.6 | .527 | .346 | .858 | 4.1 | 4.1 | 1.9 | .3  | 21.7 |
| 1988–89           | «Лос-Анджелес Лейкерс» | 74   | 73  | 35.2 | .491 | .399 | .863 | 4.1 | 3.1 | 1.5 | .4  | 19.6 |
| 1989–90           | «Лос-Анджелес Лейкерс» | 77   | 77  | 33.7 | .470 | .423 | .766 | 3.1 | 3.6 | 1.0 | .4  | 15.5 |
| 1990–91           | «Лос-Анджелес Лейкерс» | 82   | 82  | 32.1 | .477 | .324 | .797 | 3.0 | 2.2 | 1.2 | .3  | 14.5 |
| 1991–92           | «Лос-Анджелес Лейкерс» | 82   | 82  | 32.7 | .458 | .344 | .838 | 3.8 | 2.8 | 1.3 | .3  | 14.9 |
| 1992–93           | «Лос-Анджелес Лейкерс» | 58   | 53  | 28.9 | .449 | .326 | .848 | 2.3 | 2.7 | .9  | .2  | 13.7 |
| 1993–94           | «Індіана Пейсерз»      | 67   | 2   | 17.9 | .467 | .365 | .805 | 1.6 | 2.0 | .9  | .1  | 10.4 |
| 1994–95           | «Індіана Пейсерз»      | 80   | 1   | 19.1 | .455 | .389 | .850 | 1.9 | 1.4 | .8  | .2  | 10.0 |
| 1995–96           | «Ванкувер Гріззліс»    | 80   | 0   | 23.7 | .401 | .335 | .835 | 2.4 | 1.5 | .8  | .3  | 10.2 |
| 1996–97           | «Лос-Анджелес Лейкерс» | 79   | 8   | 18.2 | .430 | .388 | .841 | 1.5 | 1.3 | .6  | .2  | 6.7  |
| Усього за кар'єру | Усього за кар'єру      | 1073 | 717 | 28.1 | .482 | .370 | .833 | 2.8 | 2.5 | 1.1 | .3  | 14.1 |

### Плей-оф
| Сезон             | Команда                | GP  | GS  | MPG  | FG%  | 3P%  | FT%  | RPG | APG | SPG | BPG | PPG  |
| ----------------- | ---------------------- | --- | --- | ---- | ---- | ---- | ---- | --- | --- | --- | --- | ---- |
| 1984              | «Лос-Анджелес Лейкерс» | 20  | 0   | 20.2 | .460 | .200 | .600 | 1.9 | 1.7 | .9  | .1  | 8.6  |
| 1985†             | «Лос-Анджелес Лейкерс» | 19  | 19  | 30.8 | .517 | .476 | .795 | 2.7 | 2.6 | 2.2 | .2  | 16.9 |
| 1986              | «Лос-Анджелес Лейкерс» | 14  | 14  | 33.6 | .497 | .353 | .905 | 3.9 | 3.0 | 1.4 | .1  | 16.0 |
| 1987†             | «Лос-Анджелес Лейкерс» | 18  | 18  | 33.8 | .490 | .206 | .791 | 3.4 | 3.2 | 1.1 | .2  | 14.8 |
| 1988†             | «Лос-Анджелес Лейкерс» | 24  | 24  | 37.4 | .499 | .436 | .865 | 4.2 | 2.5 | 1.4 | .2  | 19.6 |
| 1989              | «Лос-Анджелес Лейкерс» | 11  | 11  | 36.5 | .494 | .385 | .836 | 4.1 | 2.3 | 1.6 | .2  | 19.9 |
| 1990              | «Лос-Анджелес Лейкерс» | 9   | 9   | 36.1 | .462 | .382 | .769 | 4.1 | 2.6 | 2.2 | .3  | 13.4 |
| 1991              | «Лос-Анджелес Лейкерс» | 18  | 18  | 37.7 | .511 | .526 | .794 | 3.2 | 1.6 | 1.3 | .2  | 13.2 |
| 1992              | «Лос-Анджелес Лейкерс» | 4   | 4   | 37.0 | .500 | .583 | .889 | 2.5 | 3.5 | 1.5 | .3  | 18.8 |
| 1993              | «Лос-Анджелес Лейкерс» | 5   | 5   | 35.4 | .500 | .533 | .783 | 2.2 | 1.8 | 1.0 | .0  | 13.6 |
| 1994              | «Індіана Пейсерз»      | 16  | 0   | 14.9 | .396 | .474 | .784 | 2.1 | 1.3 | .8  | .1  | 7.8  |
| 1995              | «Індіана Пейсерз»      | 17  | 0   | 17.5 | .340 | .265 | .882 | 1.5 | .9  | .6  | .1  | 6.1  |
| 1997              | «Лос-Анджелес Лейкерс» | 8   | 0   | 16.8 | .455 | .364 | .895 | 1.5 | 1.4 | .1  | .0  | 6.4  |
| Усього за кар'єру | Усього за кар'єру      | 183 | 122 | 29.3 | .482 | .395 | .819 | 2.9 | 2.1 | 1.2 | .2  | 13.4 |

## Тренерська робота

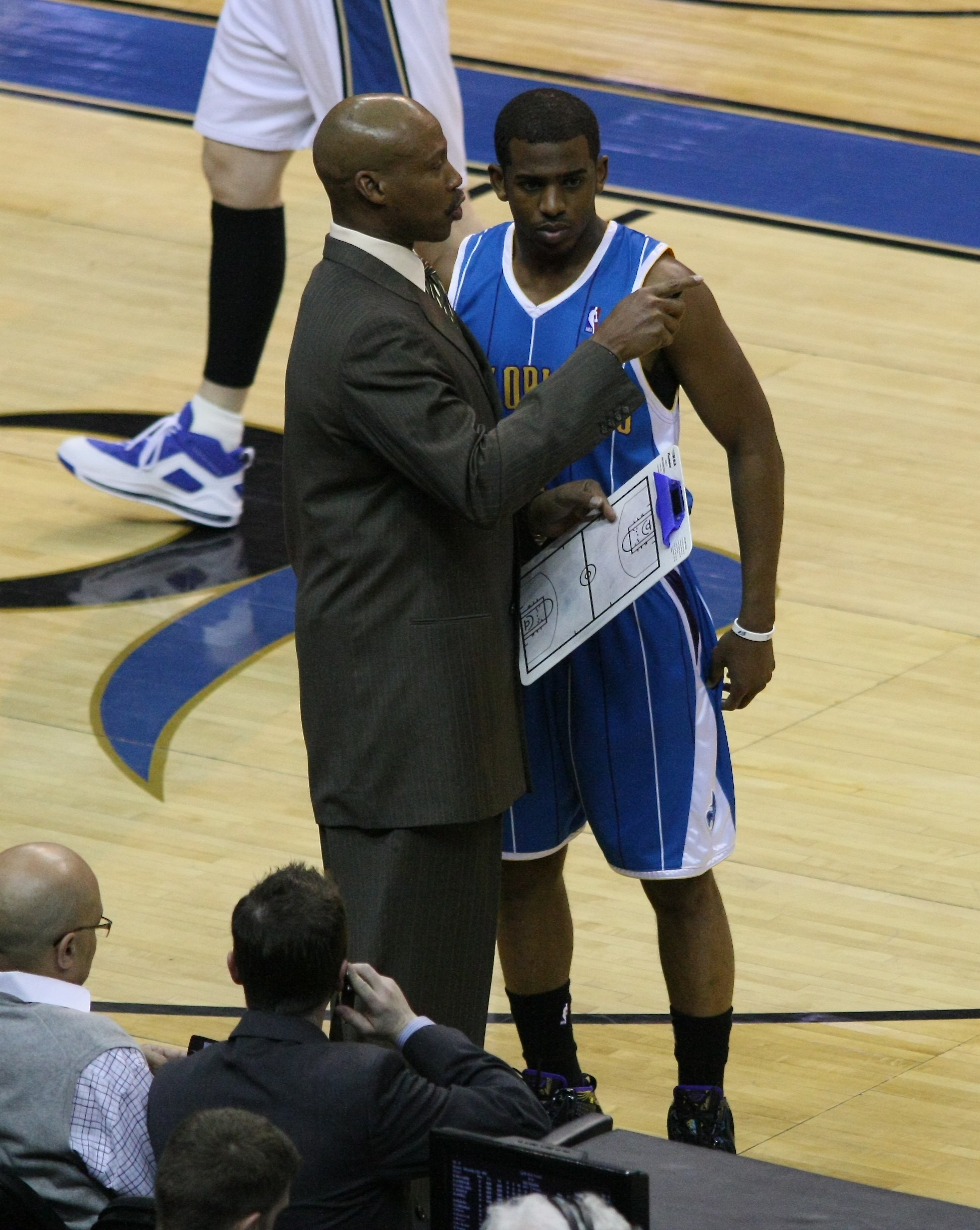
Скотт спілкується з Крісом Полом у 2009 році; Скотт очолював «Нью-Орлінс Горнетс» з 2004 по 2009 рік

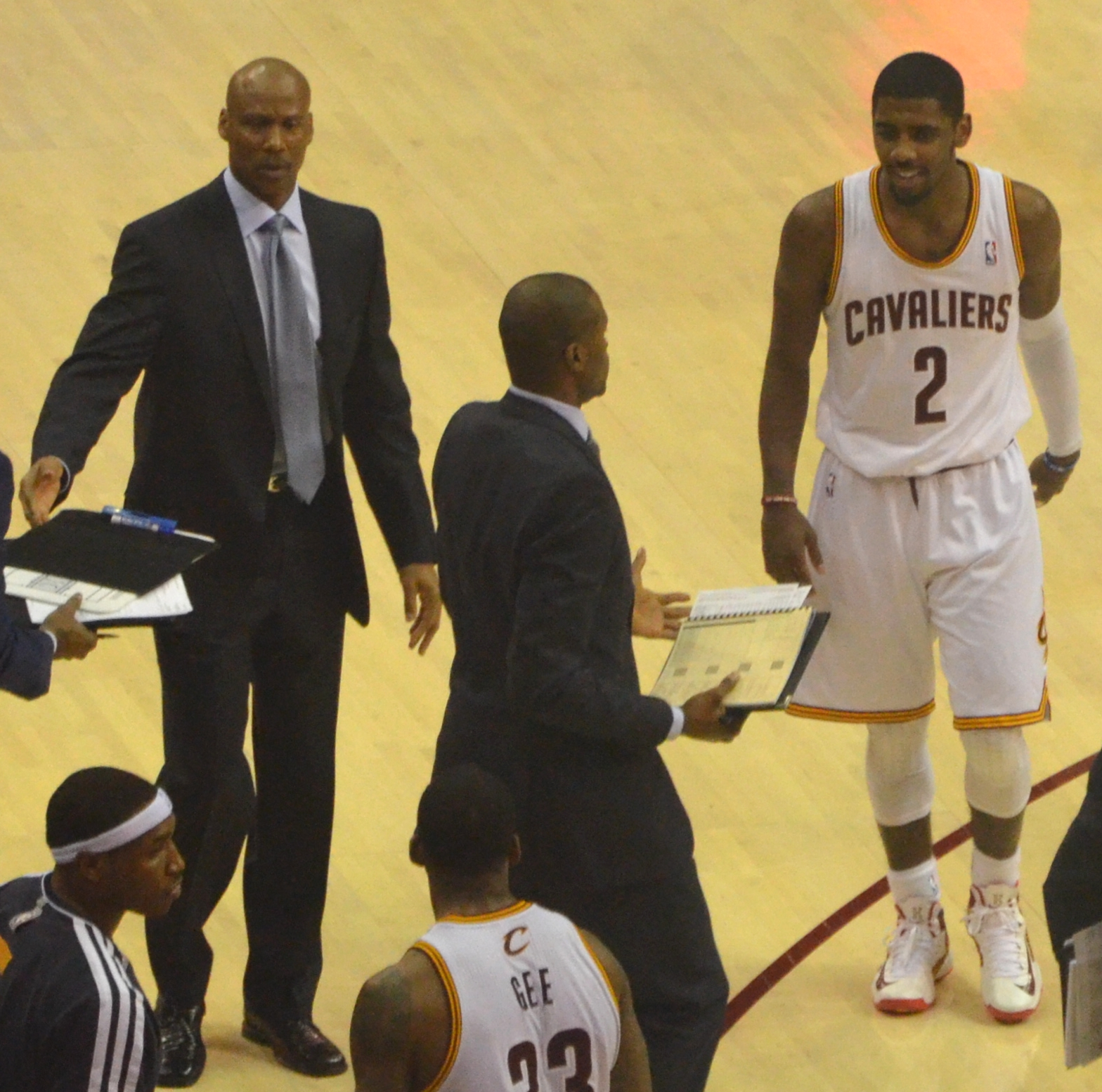
Скотт (ліворуч) у 2013

1998 року розпочав тренерську кар'єру, ставши асистентом головного тренера команди «Сакраменто Кінґс», в якій пропрацював до 2000 року.
Протягом 2000—2004 років очолював тренерський штаб команди «Нью-Джерсі Нетс». У сезоні 2001-2002 здобув з командою 52 перемоги, що стало рекордом франшизи. Того сезону вивів «Нетс» до фіналу НБА, де зазнав поразки від «Лос-Анджелес Лейкерс». Наступного сезону знову опинився у фіналі, проте знову програв його, цього разу «Сан-Антоніо Сперс». У сезоні 2003-2004 зазнав 20 поразок та здобув 22 перемоги, що не влаштовувало керівництво клубу, яке звільнило Скотта. У пресі почали ходити чутки, що Джейсон Кідд наполягав на звільненні головного тренера, проте, і генеральний менеджер «Нетс», і сам Скотт це спростовували.
Протягом 2004—2009 років очолював тренерський штаб команди «Нью-Орлінс Горнетс». У сезоні 2007-2008 «Горнетс» здобули 68% перемог, зайнявши друге місце у Західній конференції. У першому раунді «Нью-Орлінс» пройшов «Даллас», але в другому зустрівся з чинним чемпіоном «Сан-Антоніо», який і пройшов далі. За підсумками того сезону Скотта було визнано найкращим тренером року НБА. У наступному сезоні Скотт знову вивів команду до плей-оф, проте «Нью-Орлінс» вилетів вже в першому раунді, програвши «Денверу». На початок нового сезону «Горнетс» зазнали шість поразок у дев'яти матчах, що стало приводом для звільнення Скотта з посади головного тренера.
Протягом 2010—2013 років очолював тренерський штаб команди «Клівленд Кавальєрс». Перед приходом Скотта, команду залишив лідер Леброн Джеймс. 2011 року клуб отримав право першого вибору на драфті та вибрав Кайрі Ірвінга. Однак протягом перебування Скотта на чолі команди її часто супроводжували травми провідних гравців, тому результати були слабкі.
Останнім місцем тренерської роботи була команда «Лос-Анджелес Лейкерс», головним тренером якої Байрон Скотт був з 2014 по 2016 рік. У сезоні 2015-2016, останньому для Кобі Браянта, команда встановила антирекорд франшизи, здобувши лише 17 перемог при 65 поразках. За два роки на чолі команди, Скотт здобув 38 перемог при 126 поразках (23%), що стало найгіршим результатом в історії «Лейкерс» серед тренерів, які очолювали команду два роки і більше.

### Тренерська статистика
| Команда                | Сезон   | G     | W   | L   | W–L% | Місце                    | PG | PW | PL | PW–L% | Результат                       |
| ---------------------- | ------- | ----- | --- | --- | ---- | ------------------------ | -- | -- | -- | ----- | ------------------------------- |
| «Нью-Джерсі Нетс»      | 2000–01 | 82    | 26  | 56  | .317 | 6-е в Атлантичному       | —  | —  | —  | —     | не вийшли до плей-оф            |
| «Нью-Джерсі Нетс»      | 2001–02 | 82    | 52  | 30  | .634 | 1-е в Атлантичному       | 20 | 11 | 9  | .550  | Програш у Фіналі НБА            |
| «Нью-Джерсі Нетс»      | 2002–03 | 82    | 49  | 33  | .598 | 1-е в Атлантичному       | 20 | 14 | 6  | .700  | Програш у Фіналі НБА            |
| «Нью-Джерсі Нетс»      | 2003–04 | 42    | 22  | 20  | .524 | (звільнений)             | —  | —  | —  | —     | —                               |
| «Нью-Орлінс Горнетс»   | 2004–05 | 82    | 18  | 64  | .220 | 5-е в Південно-Західному | —  | —  | —  | —     | не вийшли до плей-оф            |
| «Нью-Орлінс Горнетс»   | 2005–06 | 82    | 38  | 44  | .463 | 4-е в Південно-Західному | —  | —  | —  | —     | не вийшли до плей-оф            |
| «Нью-Орлінс Горнетс»   | 2006–07 | 82    | 39  | 43  | .476 | 4-е в Південно-Західному | —  | —  | —  | —     | не вийшли до плей-оф            |
| «Нью-Орлінс Горнетс»   | 2007–08 | 82    | 56  | 26  | .683 | 1-е в Південно-Західному | 12 | 7  | 5  | .583  | Програш у Півфіналі Конференції |
| «Нью-Орлінс Горнетс»   | 2008–09 | 82    | 49  | 33  | .598 | 4-е в Південно-Західному | 5  | 1  | 4  | .200  | Програш у Першому раунді        |
| «Нью-Орлінс Горнетс»   | 2009–10 | 9     | 3   | 6   | .333 | (звільнений)             | —  | —  | —  | —     | —                               |
| «Клівленд Кавальєрс»   | 2010–11 | 82    | 19  | 63  | .232 | 5-е в Центральному       | —  | —  | —  | —     | не вийшли до плей-оф            |
| «Клівленд Кавальєрс»   | 2011–12 | 66    | 21  | 45  | .318 | 5-е в Центральному       | —  | —  | —  | —     | не вийшли до плей-оф            |
| «Клівленд Кавальєрс»   | 2012–13 | 82    | 24  | 58  | .293 | 5-е в Центральному       | —  | —  | —  | —     | не вийшли до плей-оф            |
| «Лос-Анджелес Лейкерс» | 2014–15 | 82    | 21  | 61  | .256 | 5-е в Тихоокеанському    | —  | —  | —  | —     | не вийшли до плей-оф            |
| «Лос-Анджелес Лейкерс» | 2015–16 | 82    | 17  | 65  | .207 | 5-е в Тихоокеанському    | —  | —  | —  | —     | не вийшли до плей-оф            |
| За кар'єру             |         | 1,101 | 454 | 647 | .412 |                          | 57 | 33 | 24 | .579  |                                 |